# Kaiser-Franz-Josefs-Höhe

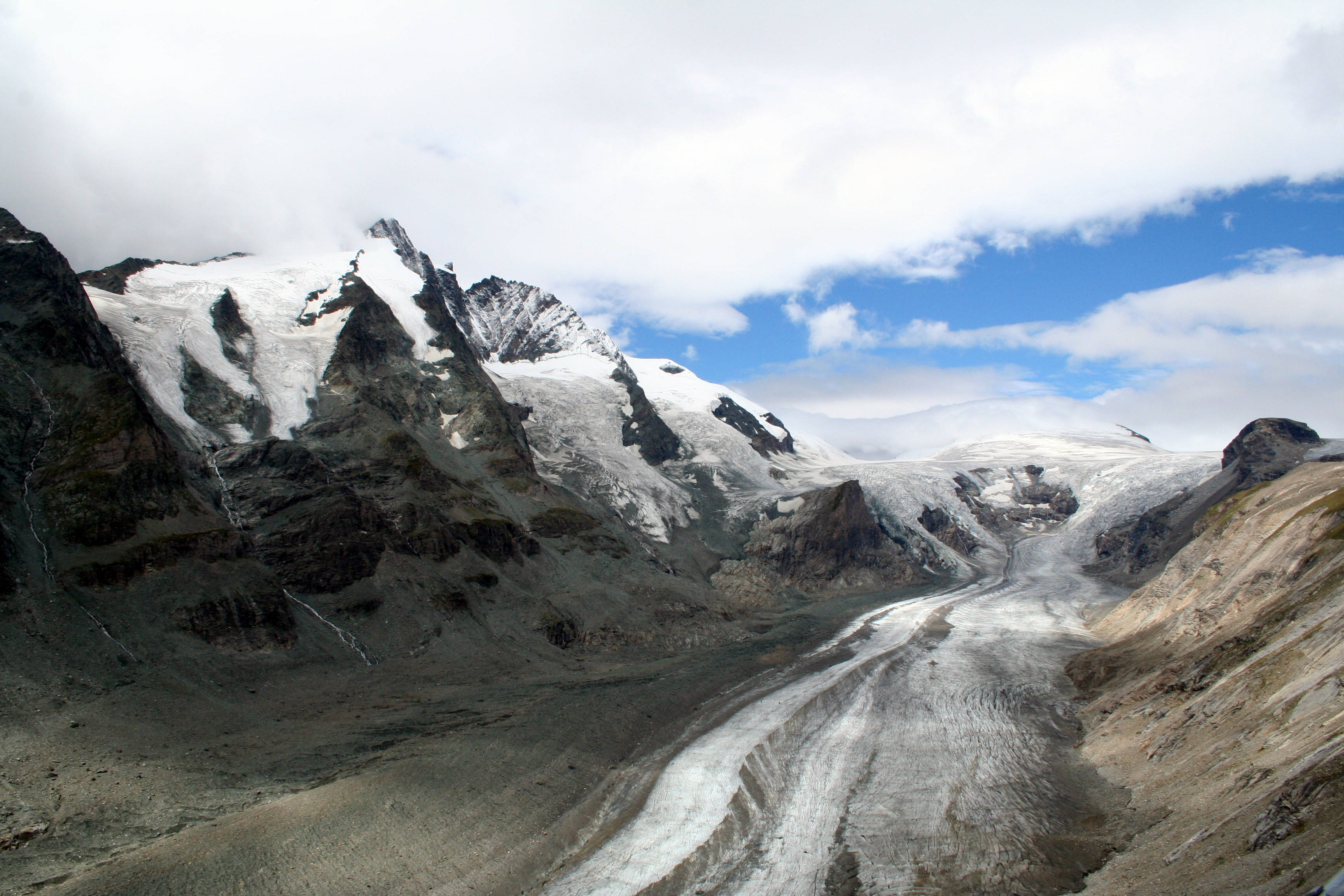
Uitzicht op de Pasterze en de Großglockner

De Kaiser-Franz-Josefs-Höhe is een panoramisch uitzichtpunt. Het ligt op 2369 meter en is daarmee het op een na hoogste punt van de Großglockner Hochalpenstraße, die over de Großglocknerpas voert. Het punt ligt in de Oostenrijkse deelstaat Karinthië. Jaarlijks komen hier bijna een miljoen bezoekers.

## Geschiedenis
Het uitzichtpunt heeft zijn naam gekregen toen keizer Frans Jozef en zijn vrouw Elisabeth ("Sisi") in 1856 een bezoek brachten aan het uitzichtpunt. De vorst wilde graag de Pasterze zien en liep met zijn gevolg vier uur lang vanuit Heiligenblut om het punt te bereiken.

## Bezoekerscentrum
Als onderbreking van de rit over de Hochalpenstraße is hier de mogelijkheid om uit te rusten en te genieten van het uitzicht. Op de Kaiser-Franz-Josefs-Höhe bevindt zich een kleine supermarkt, een café, toiletten, een grote parkeergarage en een museum.

## Uitzicht
De Pasterze is vanaf de Kaiser-Franz-Josefs-Höhe goed te zien. Het meest in het oog springend is de Großglockner die zich recht tegenover het punt bevindt.

## Wandeling
Vanuit de Kaiser-Franz-Josefs-Höhe zijn enkele wandelingen uitgestippeld, waarbij er eentje naar de gletsjer leidt. Het eerste stuk van deze wandeling kan tegen betaling met de kabeltrein van de Grossglockner Gletscherbahn worden afgelegd. Eenmaal beneden is er de mogelijkheid om op de gletsjer te wandelen. De Höhe is ook het startpunt van de Alpe Adria Trail.